# Lenda de Santa Comba dos Vales
A Lenda de Santa Comba de Lamas de Orelhão é a lenda da pastora Comba que ascende à santidade. Passa-se em um tempo antes da fundação de Portugal, quando este território se encontrava dominado pelos mouros.
Foi escrita pelo poeta e escritor António Ferreira (1528-1569), autor de "A Castro", uma obra inspirada na vida trágica de Inês de Castro. Em 1564 casou em segundas núpcias com D. Maria Leite, natural de Lamas de Orelhão, no concelho de Mirandela, local onde recolheu as informações para a sua "História de Santa Comba dos Valles".
Comba era uma bela pastorinha que, juntamente com o irmão Leonardo, apascentava os seus rebanhos. Possuidora de tão rara beleza, rapidamente despertou o interesse do Rei Mouro que reinava na região de Lamas, que por ela se apaixonou perdidamente. No entanto este Rei Mouro era grande, membrudo e feio, com uma orelha de asno e outra de cão, a quem chamavam o Orelhão:
A todos feo, a todos espantoso chamado era de todos Orelhão.
A pobre pastorinha tremia de terror a pensar no Rei Mouro. No seu desespero, a doce Comba implora a Deus a sua ajuda para permanecer pura e casta:
Não sou minha, meu Deus, toda sou Vossa, fazei que para Vós guardar me possa.
O Rei Mouro, perdido de desejo ameaça a pobre pastorinha:
Eu sou teu Rei, tu és minha cativa

Sê tu senhora, que eu serei cativo

Não t`é melhor seres Rainha e viva

Que arderes cruelmente em fogo vivo?
Indiferente às súplicas e ameaças, Comba refugia-se mais na dedicação a Deus. Ferido no seu orgulho, o Rei Mouro persegue a pastora de lança em riste. Perseguida e encurralada entre lança e um penedo, a pastorinha implora o auxílio dos Céus. Miraculosamente, a fraga abre-se, recolhe a pastorinha e fecha-se numa manifestação do poder Divino:
Ó Maravilha grande! Abriu-se pedra

Obedece à Santa a rocha dura,

Obedeceo à santa e abriu-se a pedra,

E defendeu-a da cruel ventura.
Enraivecido, o Rei Mouro vinga-se no inocente irmão de Comba, estripando-o e lançando-o a um charco. António Ferreira assegura que a ferradura do cavalo com que o Rei Mouro perseguiu a pastorinha, bem como a lança com que matou Leonardo, ficaram marcadas na fraga, e a água em que foi lançado o corpo de Leonardo tornou-se numa fonte milagrosa:
E a fértil chã terra, que ocupava

Aquele monstruoso e cruel pagão

Que outros claros Senhores esperava,

Inda se chama Lamas de Orelhão!